# Uber Cup 2006/Qualifikation Afrika
Die afrikanische Qualifikation zum Uber Cup 2006 fand vom 20. bis zum 22. Februar 2008 in Rose Hill in Mauritius statt. Südafrika qualifizierte sich als Sieger für die Endrunde des Cups.

## Medaillengewinner
| Platz  | Team       | Starter                                                               |
| ------ | ---------- | --------------------------------------------------------------------- |
| Gold   | Südafrika  | Michelle Edwards, Chantal Botts, Kerry-Lee Harrington, Annari Viljoen |
| Silver | Mauritius  | Amrita Sawaram, Shama Aboobakar, Marlyse Marquer, Karen Foo Kune      |
| Bronze | Seychellen | Juliette Ah-Wan, Cynthia Course, Shirley Etienne, Danielle Jupiter    |

## Meldende Länder
- Südafrika
- Mauritius
- Seychellen
- Sambia
- Marokko
- Kenia

## Vorrunde
- Südafrika –  Kenia 5:0
- Südafrika –  Seychellen 5:0
- Seychellen –  Kenia 5:0
- Mauritius –  Seychellen 4:1

## Finale
- Südafrika –  Mauritius 3:2

## Endstand
1. Südafrika
2. Mauritius
3. Seychellen

*  weitere Ergebnisse unbekannt, das Teilnehmerfeld variiert je nach Quelle